# Proliferació bacteriana

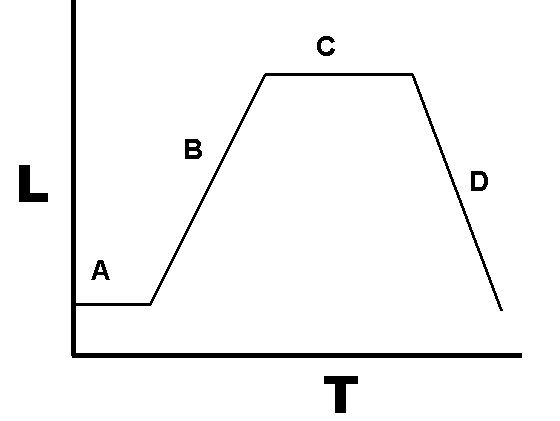
Aquest gràfic representa l'evolució de cèl·lules viables en un cultiu tancat (un cultiu en que només s'afegeixen nutrients a l'inici). En el segment A, a l'inici, hi ha un estat estacionari en què les cèl·lules semblen no respondre al medi de cultiu. En la fase B hi ha un creixement exponencial fins que esgoten els recursos del medi. En la fase C hi ha una aturada en la proliferació degut a l'escassetat de nutrients. A la fase D hi ha una davallada dràstica en el nombre de cèl·lules viables (ufc)

La proliferació bacteriana, impròpiament anomenat creixement bacterià
, és l'increment en el nombre de cèl·lules en un cultiu microbiològic de divisió d'un bacteri en dues cèl·lules en un procés anomenat fissió binària. A menys que es produeixi una mutació, les cèl·lules filles resultants són clons és a dir són genèticament idèntiques a la cèl·lula original i entre elles. Així doncs, es produeix un "doblatge local" de la població bacteriana. No sobreviuen necessàriament ambdues cèl·lules filles. Tanmateix, si el nombre de supervivents supera la mitjana d'1, la població bacteriana experimenta un creixement exponencial. El mesurament d'una corba de la proliferació bacteriana exponencial en un cultiu formava tradicionalment part de la formació de tots els microbiòlegs; els medis bàsics requereixen una enumeració bacteriana (recompte cel·lular) per mètodes directes i individuals (microscòpia, citometría de flux), directes i en massa (biomassa), indirectes i individuals (recomptes de colònies sobre placa de Petri), o indirectes i en massa (nombre més probable, terbolesa, consum de nutrients). Els models concilien la teoria amb els mesuraments.